# Limit (河合二葉の漫画)
『limit』は、河合二葉による成人向け漫画。1998年11月に同人誌『花の眠る日』に掲載されたのち、コアマガジン『漫画ばんがいち』2000年6月号に掲載された。

## 概要
1998年（平成10年）冬に800部のオリジナル創作同人誌に掲載されたのち、そのドラマ性と演出が口コミで評判となり、2000年（平成12年）5月に商業誌に転載され、更なる評価を得た作品である。
作者は発表当時は「若年性アルツハイマー病」という言葉を知らず、勢いだけで描いた作品であった。この作品が契機となり、コアマガジンからスカウトされ、『漫画ばんがいち』で作品を発表するようになった、という作者にとっての出世作でもある。

## あらすじ
トモキとマナは高校生のカップルであるが、ともに休学して同棲している。トモキは原因不明の脳障害にかかっており、日々記憶を消失しつつあった。その病気は新しい記憶から消えてゆき、幼い頃の思い出しか残らないというもので、マナはそんなトモキをただ見つめ、励ますことしかできなかった。トモキに最後に残された記憶とは…。

## 登場人物
トモキ
物語の主人公。交際して1年の恋人のマナと同棲している。自分の症例に恐怖しており、マナに自分たちのことを何でもいいいから語るようにと頼んでいる。マナのみに自分の思い出を残すことを残酷だと感じており、マナの提案に対しても、最初は拒絶し、受け入れつ風を装って、最後までの行為をしていない。一時的にマナの名前を思い出せなかった時はパニック状態に陥った。最後には、自分が忘れた分だけ自分たちのことをマナが覚えていて欲しいとも願う。3日間発熱した後、マナのことを完全に忘れ去ってしまう。
柴田マナ
物語のヒロイン。17歳。トモキと交際して1年になる。2年間片思いをしており、校門の桜の木の下で意を決して告白し、受け入れて貰った。トモキの症例を知り、トモキが病院の中で隔離されて暮らすのを残酷だと感じ、母親の反対を押し切って高校を休学し、トモキの自分に関する記憶が消え去るまでという条件で、アパートの一室でトモキと同棲する。トモキとの子供が欲しいと嘆願するが、自分がその子供のことも覚えていられないという理由で拒絶される。本音は子供を渇望しているのではなく、寂しいだけであった。
トモキの父
トモキとマナの同棲を最初は反対したが、条件つきで認める。一つはトモキの様子を毎日電話で報告すること、もう一つは完全にマナのことを忘れてしまった場合は連絡し、二度とトモキと会わないことを約束させる。実はマナがトモキを連れて逃げることを少し恐れていた。

## 単行本
- 『世界の果ての十七歳』コアマガジン、ホットミルクコミックス、2008年5月9日発行に収録。